# Chloraea piquichen
Chloraea piquichen är en orkidéart som först beskrevs av Jean-Baptiste de Lamarck, och fick sitt nu gällande namn av John Lindley. Chloraea piquichen ingår i släktet Chloraea och familjen orkidéer. Inga underarter finns listade i Catalogue of Life.

## Bildgalleri

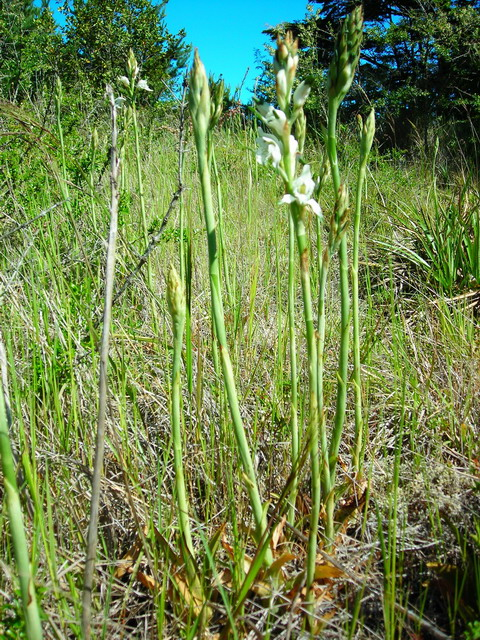
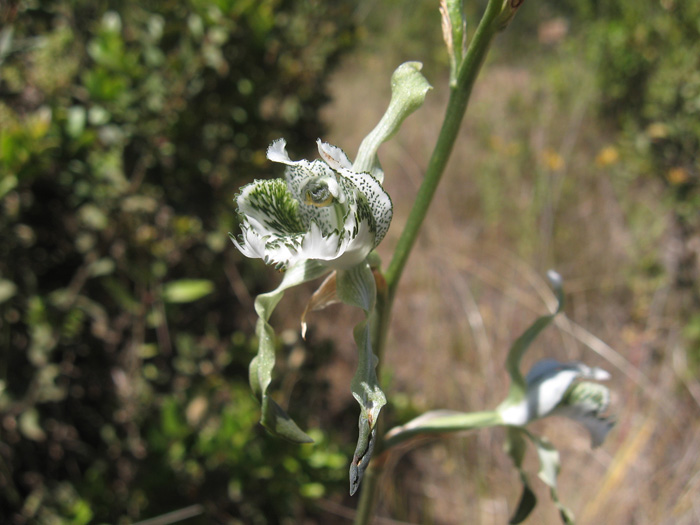
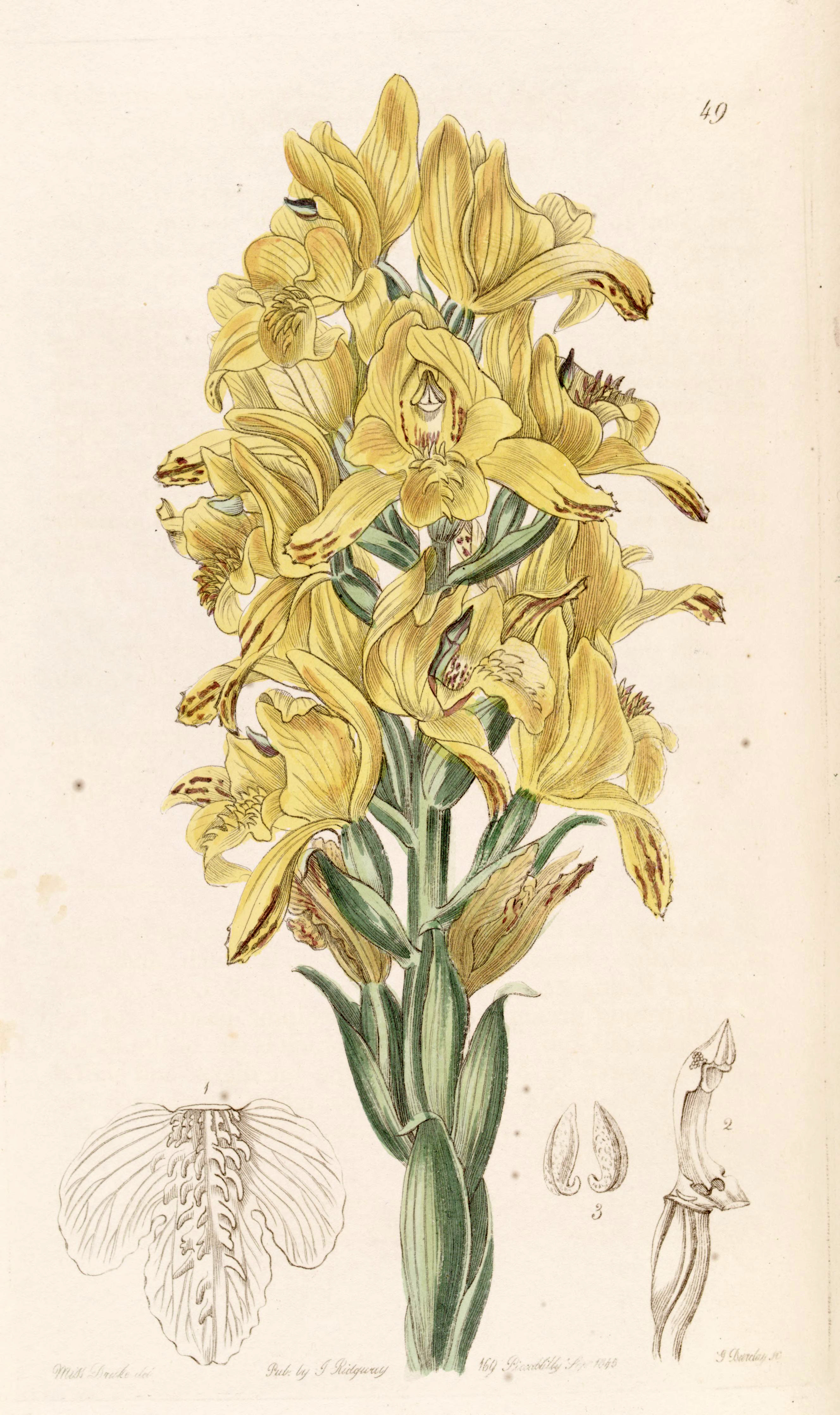
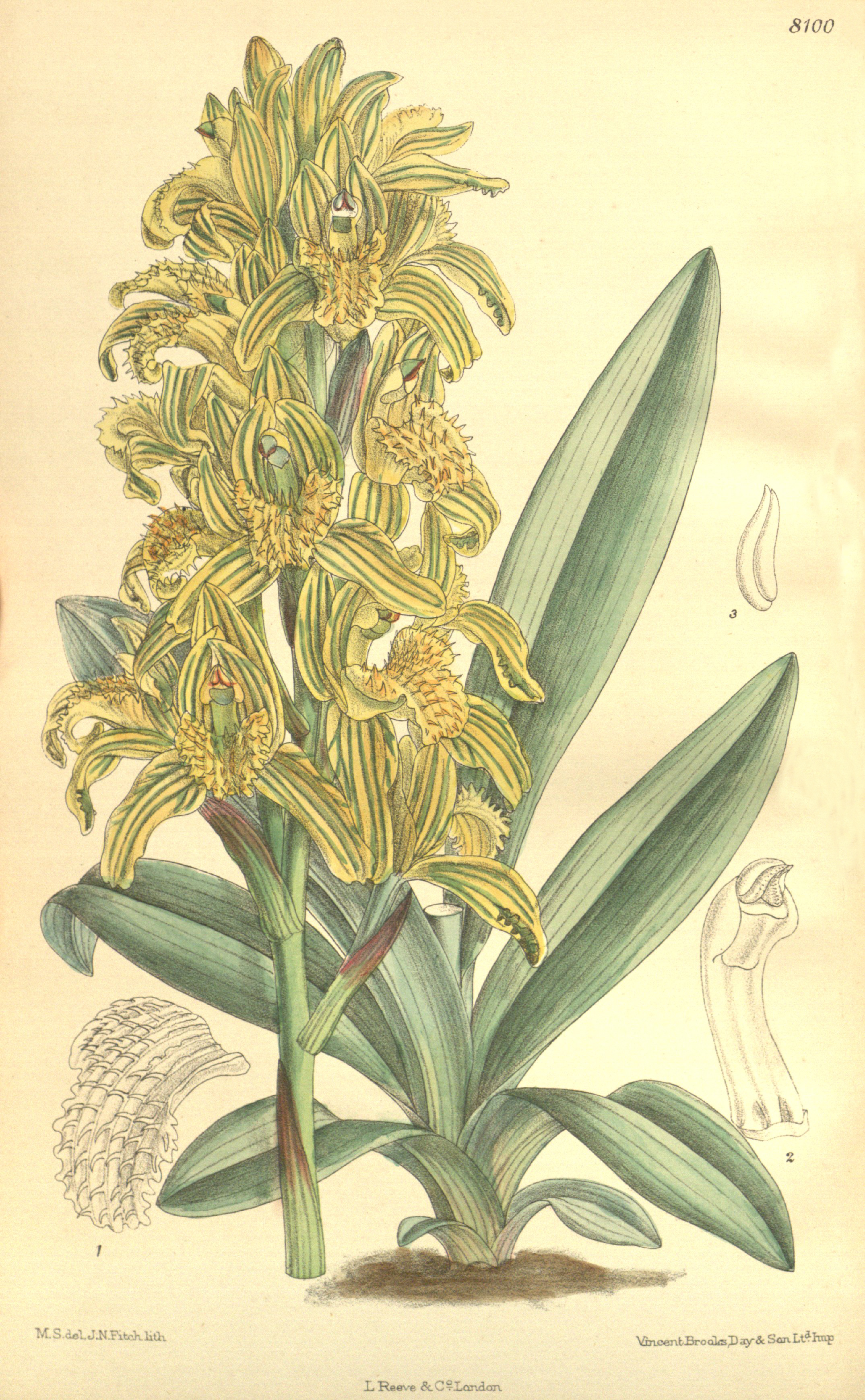
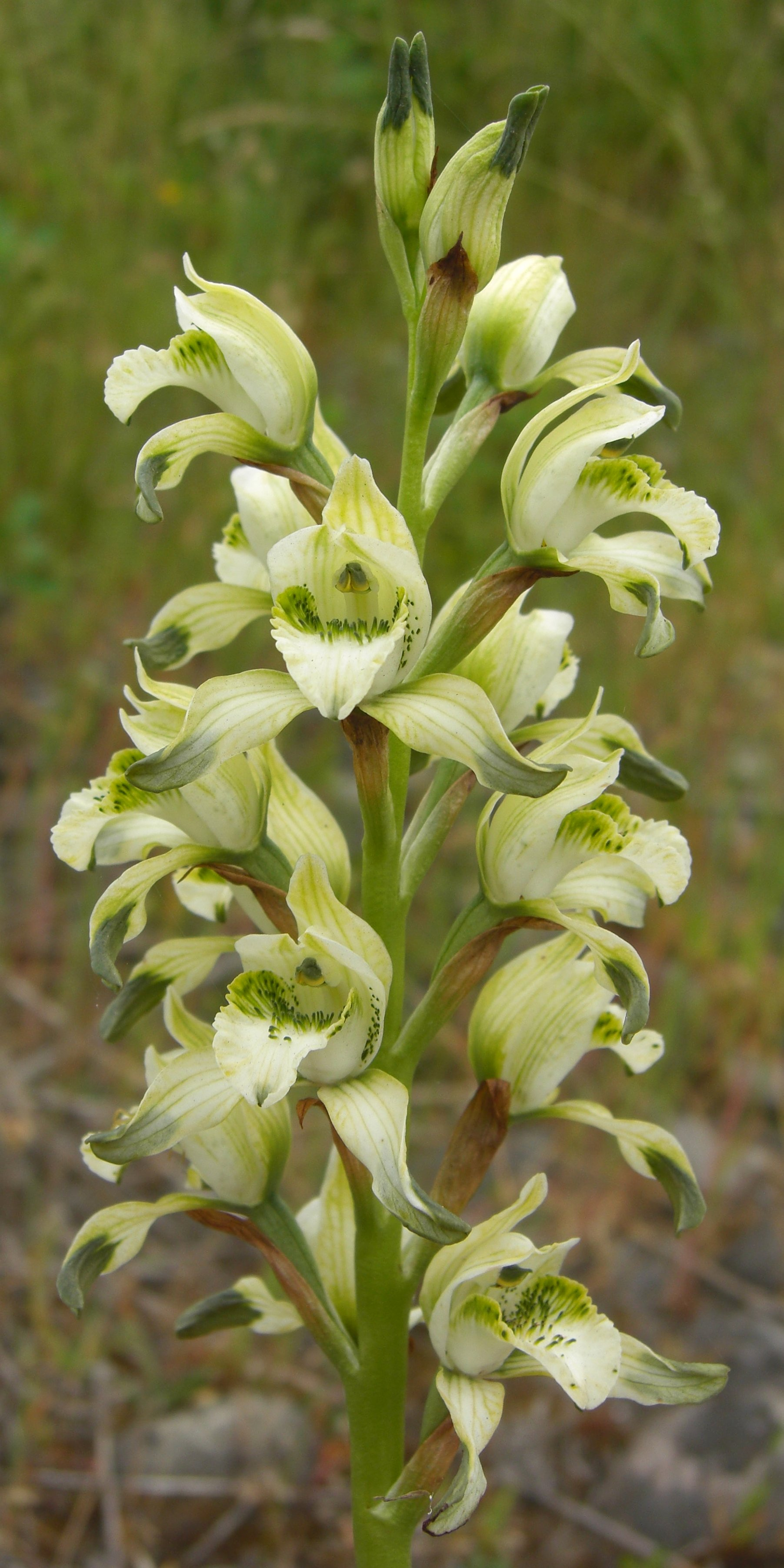
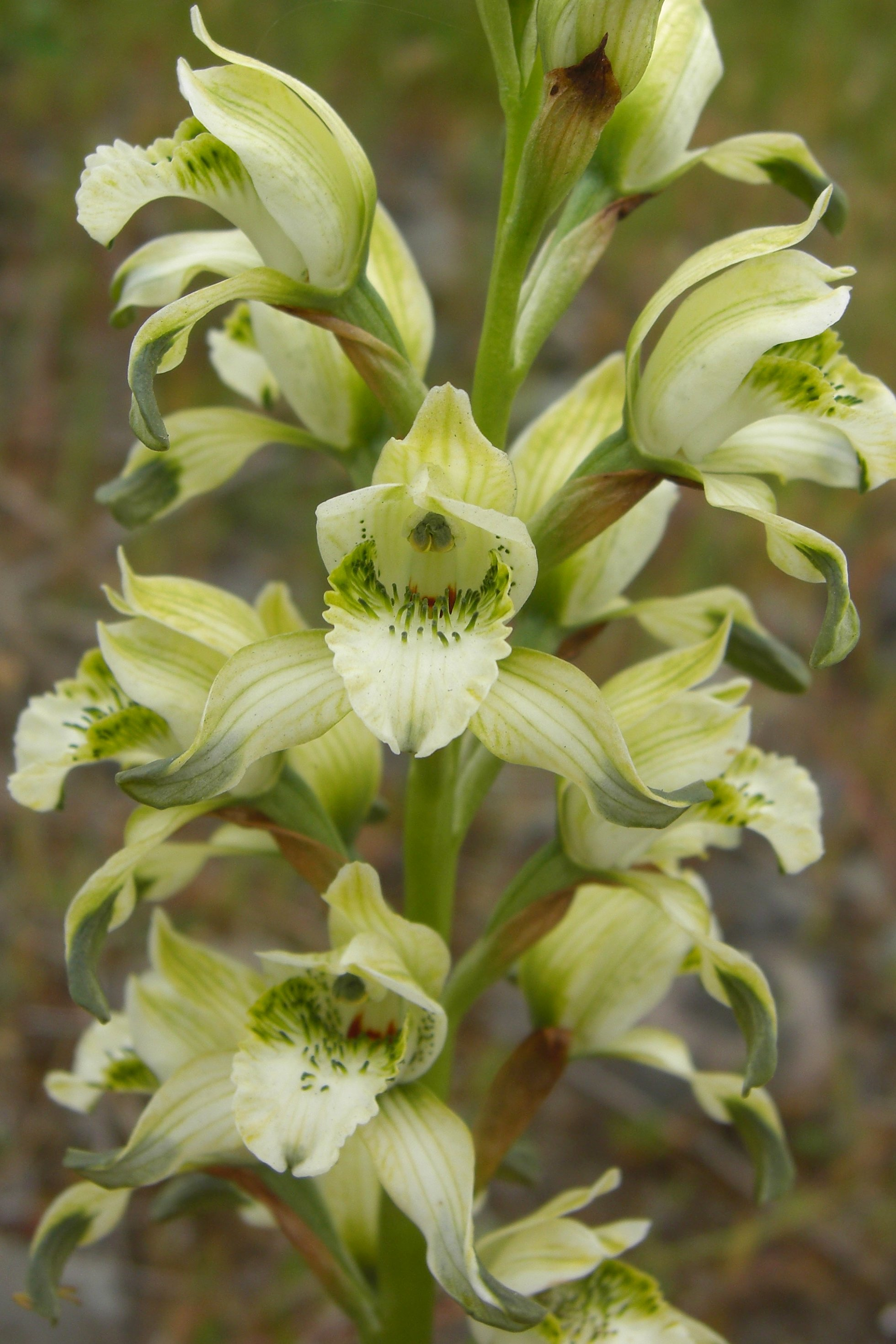